# Bileari, Odesa
Bileari (în ucraineană Білярі, în germană Annental) este un sat în comuna Iujne din raionul Odesa, regiunea Odesa, Ucraina. Satul a fost locuit de germanii pontici.

## Demografie
Componența lingvistică a localității Bileari
     Ucraineană (84,62%)
     Rusă (14,96%)
     Alte limbi (0,43%)
Conform recensământului din 2001, majoritatea populației localității Bileari era vorbitoare de ucraineană (84,62%), existând în minoritate și vorbitori de rusă (14,96%).